# Sernaglia della Battaglia
Sernaglia della Battaglia es una localidad y comune italiana de la provincia de Treviso, región de Véneto, con 5.799 habitantes.

## Evolución demográfica
| Gráfica de evolución demográfica de Sernaglia della Battaglia entre 1861 y 2001 |
|                                                                                 |
| Fuente ISTAT - elaboración gráfica de Wikipedia                                 |